# Súng hoa bốn góc
Súng hoa bốn góc (danh pháp khoa học: Nymphaea tetragona) là một loài thực vật có hoa trong họ Nymphaeaceae. Loài này được Georgi miêu tả khoa học đầu tiên năm 1775.